# العتاكة (المحويت)

تعديل مصدري - تعديل

العتاكــة هي إحدى قرى عزلة بلاد غيل بمديرية المحويت التابعة لمحافظة المحويت، بلغ تعداد سكانها 275 نسمة حسب تعداد اليمن لعام 2004.